# Kigeki: ekimae mangan
Kigeki: ekimae mangan (喜劇 駅前満貫? lett. "Commedia: vincita davanti alla stazione") è un film del 1967 diretto da Kōzō Saeki, facente parte dell'Ekimae series ed ultimo della serie.
Uscito in Giappone il 14 gennaio del 1967, annoverava nel cast interessanti attori dell'epoca come Hisaya Morishige, Frankie Sakai e Chikage Awashima. Il film è stato prodotto dalla Tokyo Eiga Co Ltd. La Toho si è occupata della distribuzione della pellicola su tutti i media.
Inedito in Italia.